# Viktor Kohout
Viktor Kohout (* 5. listopadu 1972 Šternberk) je český podnikatel a politik, od roku 2002 zastupitel a od roku 2018 starosta Litovle, od roku 2024 zastupitel Olomouckého kraje.

## Osobní život
Narodil se v listopadu 1972 ve Šternberku. Je absolventem Gymnázia Jana Blahoslava. Před svým působením ve funkci starosty Litovle byl majitelem a ředitelem cestovní kanceláře.
Má tři děti.

## Politické působení
V komunálních volbách v roce 2002 byl zvolen zastupitelem Litovle, když kandidoval na 9. místě kandidátní listiny místního Sdružení nezávislých kandidátů (SNK). Funkci poté obhájil na 7. místě kandidátní listiny SNK v komunálních volbách v roce 2006, v komunálních volbách v roce 2010 pak ze 4. místa kandidátní listiny SNK. V komunálních volbách v roce 2014 mandát obhájil, přestože kandidoval až z 20. místa kandidátní listiny uskupení. Poté byl navíc zvolen litovelským místostarostou.
V komunálních volbách v roce 2018 kandidoval tentokrát jako lídr SNK Litovel, mandát zastupitele města obhájil a v listopadu 2018 byl navíc zvolen starostou města. Mandát zastupitele obhájil i v komunálních volbách v roce 2022, posléze obhájil i post litovelského starosty.
Kromě obecní politiky se Kohout angažoval také na krajské úrovni. Kandidoval nejprve v krajských volbách v roce 2016, kdy neúspěšně kandidoval na 4. místě kandidátní listiny subjektu OBČANÉ PRO OLOMOUCKÝ KRAJ – volba OK. Posléze kandidoval v krajských volbách v roce 2020 na 5. místě kandidátní listiny subjektu ČSSD a Patrioti Olomouckého kraje, ale nebyl zvolen. Poté kandidoval i v krajských volbách v roce 2024, tentokrát jako nominant Nestraníků na kandidátní listině subjektu Spojenci24 s vámi (KDU-ČSL, TOP 09, Strana zelených, Nestraníci). Ačkoliv figuroval na 11. místě, díky preferenčním hlasům byl zvolen krajským zastupitelem.
Ve sněmovních volbách v roce 2010 kandidoval jako nestraník za Věci veřejné na funkci poslance PSP ČR ze 13. místa kandidátní listiny strany v Olomouckém kraji, ale nebyl zvolen.
Do povědomí médií se dostal například v rámci uzavření města během pandemie covidu-19 v Česku nebo během povodní v Česku v září 2024, které zaplavily většinu města.